# Kim Batten
Jane Kimberley Batten, detta Kim (McRae, 29 marzo 1969), è un'ex ostacolista statunitense, specializzata nei 400 metri ostacoli, disciplina di cui è stata campionessa mondiale a Göteborg 1995 e detentrice del record mondiale dal 1995 al 2003.

## Palmarès
| Anno | Manifestazione      | Sede          | Evento      | Risultato  | Prestazione | Note                                     |
| ---- | ------------------- | ------------- | ----------- | ---------- | ----------- | ---------------------------------------- |
| 1991 | Mondiali            | Tokyo         | 400 m hs    | 5ª         | 53"98       |                                          |
| 1993 | Mondiali indoor     | Toronto       | 400 m piani | 6ª         | 52"70       |                                          |
| 1993 | Mondiali            | Stoccarda     | 400 m hs    | 4ª         | 53"84       |                                          |
| 1995 | Giochi panamericani | Mar del Plata | 400 m hs    | Oro        | 54"74       |                                          |
| 1995 | Mondiali            | Göteborg      | 400 m hs    | Oro        | 52"61       | Record mondiale                          |
| 1996 | Giochi olimpici     | Atlanta       | 400 m hs    | Argento    | 53"08       |                                          |
| 1997 | Mondiali            | Atene         | 400 m hs    | Bronzo     | 53"52       |                                          |
| 1997 | Mondiali            | Atene         | 4×400 m     | Argento    | 3'21"03     | Miglior prestazione personale stagionale |
| 2000 | Giochi olimpici     | Sydney        | 400 m hs    | Semifinale | 55"73       |                                          |

## Campionati nazionali
- 6 volte campionessa nazionale dei 400 metri ostacoli (1991, 1994, 1995, 1996, 1997, 1998)

## Altre competizioni internazionali
1993
- Bronzo alla Grand Prix Final ( Londra), 400 m hs - 53"86

1995
- Oro alla Grand Prix Final ( Monaco), 400 m hs - 53"49

1997
- Oro alla Grand Prix Final ( Fukuoka), 400 m hs - 53"45

1998
- Bronzo in Coppa del mondo ( Johannesburg), 400 m hs - 53"17